# Sumerska umjetnost
Sumerska kultura (6500. – 1940. pr. Kr.) u južnoj Mezopotamiji je bila prva civilizacija s kojom započinje mezopotamijska umjetnost. Javlja se jačanjem gradova kao što su Ur u I. urskoj dinastiji (4100. – 2900. pr. Kr.), a poslije njega i Uruk i Lagaš kada se država u Sumeru proširila sve do Sredozemlja (tzv. dinastijsko brončano doba od 2900. – 2334. pr. Kr.). Nakon dvadesetak godina pod Sargonom I. nastala je prva monarhija iz koje je nastalo Akadsko Carstvo od Sredozemlja do Elama (2334. – 2218. pr. Kr.), za čije vladavine traje Akadska umjetnost. Poslije je III. dinastija Ura uspjela ponovno uspostaviti svoju vladavinu, no na manjem području (2047. – 1940. pr. Kr.). 

## Prva sumerska umjetnost
Na području Sumera pronađeni su najstariji zapisi nastali urezima tvrdim pisaljkama po glinenim pločicama. Kako je ostajao otisak u obliku klina, njihovo je pismo nazvano klinasto pismo. Počelo se upotrebljavati oko 3500. pr. Kr. Od Sumerana nam se sačuvalo najstarije književno djelo, Ep o Gilgamešu. 

### Graditeljstvo
Sumerani su dakle tvorci prvog pisma, što će reći i prve civilizacije, ali pojava pisma i razmjene dobara ne bi bilo bez pojave prvih gradova. Sumeri prvi stvaraju sustav poznat kao grad-država (Ur, Uruk, Eridu, Lagaš). Ti gradovi bili su zatvoreni zidinama, s krivudavim ulicama i visokim hramom koji je građen kao citadela. Originalnost te arhitekture proizlazi iz nemogućnosti odabira kvalitetnog materijala; kamena nije bilo pa se koristila samo opeka od gline, modelirana i sušena na suncu. Opeke se slažu jedna na drugu tako da obrazuju masovne pravocrtne zidove bez otvora. Prostorije se osvjetljuju kroz otvore na tavanici, ulazna vrata su velikih dimenzija i jedini su otvor koji remeti neprekidnost zidova. Zbog porozne građe malo je ostataka građevina iz ovog razdoblja, a i to malo je u lošem stanju.
Neopterećeni životom posle smrti, sumerska arhitektura je utilitarna i pragmatična. Svaki od gradova-država ima svog boga-zaštitnika, a svaki bog vladara-svećenika koji ga zastupa na zemlji. Prvi zadatak vladara bio je izgraditi mjesto za održavanje kulta kako bi bog bio zadovoljan i za uzvrat osigurao ono što je najvažnije za život tog područja.   
Prvobitno se sumerski hram u osnovi sastojao od pravokutnika koji na užoj strani ima žrtvenik i stol za zavjetne darove ispred njega. Kasnije se toj jedinoj prostoriji dodaju druge koje služe za stanovanje svećenika, te dvorišta koja onda postaju centar cijelog kompleksa. Hram u obliku kule – zigurat (zikurat ili cikurat) je hram sastavljen od niza platformi ili terasa izgrađenih stepenasto tako da im se dimenzije idući naviše smanjuju, a na vrhu se nalazi svetište (gr. cela). Čitav kompleks planiran je tako da je vjernik s dna stubišta primoran obići što više kutova prije no što stigne do hrama. 

### Kiparstvo
Kiparstvo se najvjerojatnije razvilo iz reljefa na glinenim pločicama. Ti reljefi nema perspektive i skraćenja, te važi zakon frontaliteta (oko i gornji dijelovi tijela frontalni, a lice i noge u profilu), dubina se prikazuje pomoću ravni (vertikalna perspektiva). Jedan od načina izražavanja koji se posebno razvio u Sumeru je monumentalni reljef. Radi se o reljefu u kamenu na kojem se uvijek prikazuje grupa figura, a koji služi kao svojevrsno prisjećanje na političke, vojne ili vjerske događaje. To su plošni reljefi ikonografske (okomite) perspektive, dakle, svako tijelo zadržava svoju veličinu bez obzira na blizinu ili udaljenost, a veličina lika varira samo prema njegovoj društvenoj važnosti (hijerarhija). Tako je božanstvo veće od kralja, kralj od podanika, a ovi veći od neprijatelja. Namjera umjetnika je svaki dio tijela prikazati što jasnije, pa se lica uvijek javljaju u profilu, ramena frontalno, bokovi na pola, noge i ruke u profilu. Na taj način svaki dio tijela dobiva najveću moguću jasnoću. Sve ove karakteristike primjenjuje i egipatska umjetnost. Vjerski reljef u ploči obavezno ima otvor na ploči da bi se lakše postavljali na plohu zida u hramu. Ploče s otvorom imaju religijsku namjenu jer one nađene uglavnom prikazuju vršenje vjerskih obreda.
Sumerska skulptura su prvenstveno bogovi, vladari i visoki dostojanstvenici, modelirani iz raznih vrsta materijala ili livene u bronci. Ljudski lik je uvijek prikazivan u dva položaja, osoba sjedi na prijestolju ruku sklopljenih na grudima u molitvi ili osoba stoji sa sklopljenim ili ispruženim rukama uz bokove. Svaki od kipova poštuje zakone simetrije, frontalnosti i geometrije. Apsolutna simetrija je takva da je ljudska figura idealno prepolovljena okomitom linijom od sredine čela do nogu tako da svaki dio tijela na jednoj strani linije u potpunosti odgovara drugom simetričnom dijelu. 
Po zakonu geometrije svaka ljudska figura se smješta unutar neke sheme osporavajući stvarne oblike. Ta shema podrazumijeva uvijek oblike valjka, stošca ili trapeza. To ujedno i objašnjava zašto ruke statua ostaju npr. čvrsto priljubljene uz tijelo jer su se jedino tako mogle smjestiti u idealnu shemu kojoj se pridavala važnost. Glava je uvijek izražajnija u odnosu na tijelo, obično ćelave s velikom bogatom i gustom bradom. Ruke i noge su okrugle kao cijevi, a duge suknje koje nose su tako glatke i okrugle, kao da su rađene na strugu. Figure su snažno zdepaste, zamišljenog izraza, neidealnih proporcija (kratak vrat, široka ramena, veliki nos) i bez naglašenog pokreta. Oči su neprirodno velike i najupadljiviji su element skulpture, koja je mahom pojednostavljena. Izvedene su umetanjem raznobojnog materijala i dragocjenog kamenja, te vjerojatno predstavljaju duhovnost (božanstva imaju znatno veće oči od običnih ljudi). Ove odlike su se dugo zadržale u mezopotamijskoj skulpturi, koja je bila znatno bogatija oblicima. 
- Ukrasni mozaik na stubištu (Habuba Kabira) iz Uruka, Muzej Pergama, Muzejski otok u Berlinu
- Postavka nakita urske kraljice Puabi iz oko 2600. pr. Kr., Britanski muzej, London.
- Gudea vladar Lagaša Louvre, Pariz
- Katalog (kolofon) klinopisa knjižnice u Varki iz 1. st. pr. Kr., Louvre, Pariz.

## Novosumersko razdoblje
Sredinom 22. stoljeća pr. Kr. Gutejci, plemena sa sjeveroistoka, su srušili Akadsko Carstvo i ujedno osvojili sumersko područje na jugu Mezopotamije. Tijeko tuđinske vladavine, Lagaš (današnji Teloh), jedan od gradova-država, uspio je sačuvati neovisnost. Njegov vladar, Gudea, bio je dovoljno oprezan da kraljevsku titulu vrati gradskom bogu i obnovi njegov kult. Sumerani su se 2125. pr. Kr. uspjeli naposljetku osloboditi gutejske premoći, te su tijekom tzv. „sumerske obnove” uspostavili vlast „Treće dinastije iz Ura”.
Upravo je kralj Ur-Nammu, začetnik treće dinastije iz Ura, potaknuo izgradnju velikog hramskog kompleksa posvećenog zaštitniku grada Ura oko 2100. pr. Kr. Urski zigurat, visok 21 metar, građen je od dva dijela - u donjem dijelu opeka je povezivana bitumenom, a u gornjem sloju žbukom. Urski zigurat je i dan danas još gotovo netaknut, a bio je svetište božice mjeseca imenom Nana u sumerskoj mitologiji. Ur-Nammu je dao podići zigurate i u mnogim drugim gradovima, kao što su Uruk, Eridu, Larsa i Nipur. Te građevine izgledaju »lagano« jer su sve linije skladne, fasade su obrađene vertikalnim nišama na tradicionalan sumerski način, a posebno zato što su sve linije blago povijene. 
Treća dinastija Ura razvija umjetnost i graditeljstvo koje su potpuno u službi kraljevske vlasti i vjerskih potreba. Kipovi vladara postavljani su po mnogim gradovima, a kipovi božanstava po hramovima. Ukrašavane su palače, hramovi, kuće bogatijeg srednjeg sloja, izrađivane su skupocjene vaze, posude od kamena i plemenitih metala, potražnja za nakitom i cilindričnim pečatima. Bez poteškoća dolazilo se do zlata, srebra, bjelokosti, dragog kamenja pri čemu umjetnički obrt ima duboku tradiciju. Ur-Nammu dao je graditi mnoge hramove, a posebno je postao poznat po ziguratima - stepenastim građevinama koje je dao 
Vještinu gradnje s entazisom, koji je u antičkoj arhitekturi neznatno konveksno ispupčenje srednjeg dijela nosivog stupa, sumerski arhitekti primijenili su 16 stoljeća prije slavnih grčkih graditelja na Akropoli. Orijentacija zigurata ista je kao i hramova - kutovi su orijentirani prema 4 strane svijeta.

## Poveznice
- Mezopotamijska umjetnost
- Asirska umjetnost
- Perzijska umjetnost